# Lemuria

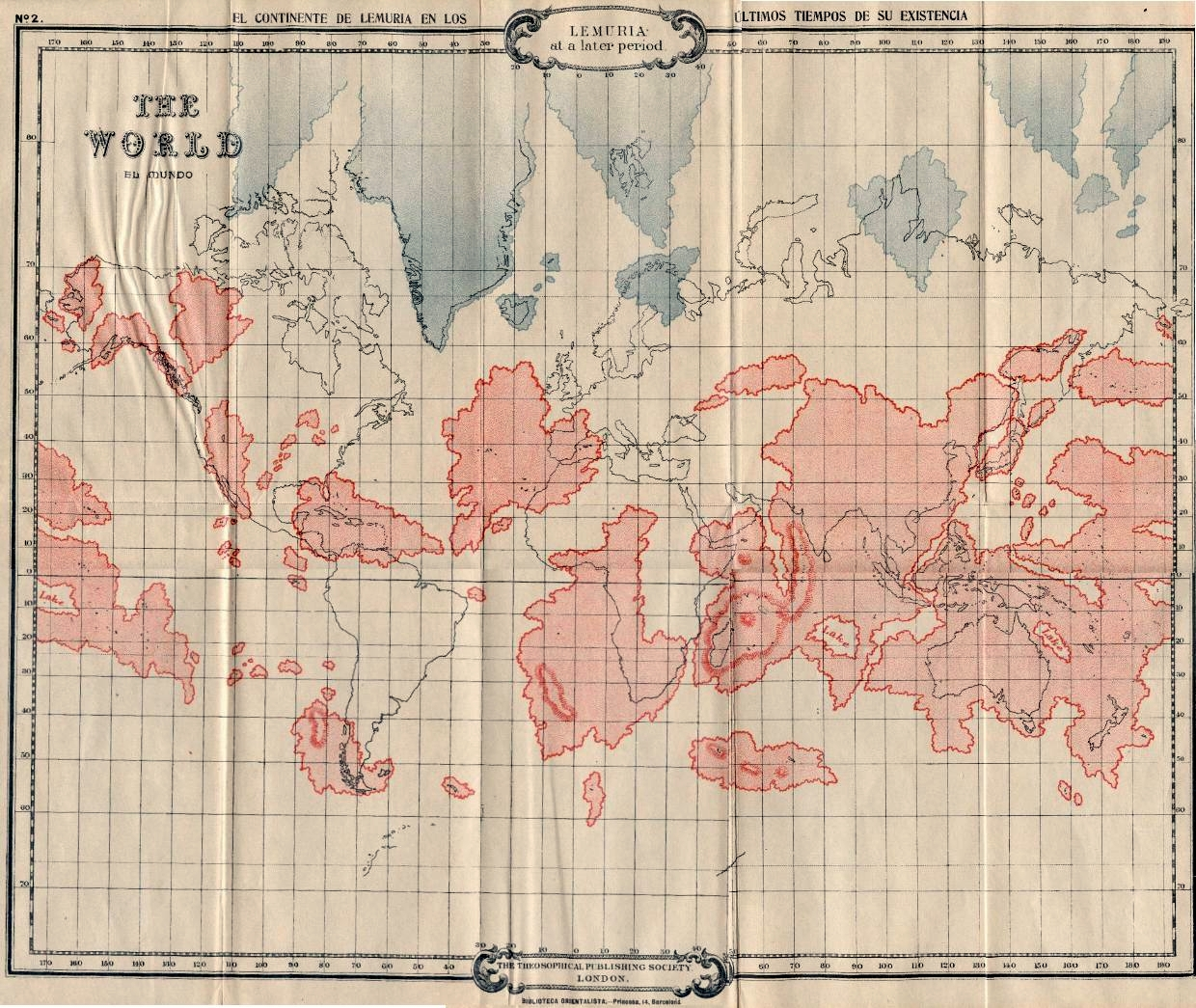
Ipotetica mappa di Lemuria sovrimpressa ai moderni continenti, da The Story of Atlantis and Lost Lemuria di William Scott-Elliot (1896, 1904).

Lemuria è un ipotetico continente scomparso, collocato nell'Oceano Indiano o in quello Pacifico. La teoria dell'esistenza di Lemuria, formulata nel contesto della biogeografia del XIX secolo, è divenuta obsoleta in seguito alla scoperta e alla comprensione della tettonica a zolle accettata dalla comunità scientifica che si occupa di scienze della Terra.
Questo ipotetico continente viene citato in romanzi e racconti e, sebbene rappresentato in modi e contesti differenti, spesso è caratterizzato dall'ipotesi che un cataclisma lo avrebbe fatto sprofondare, in analogia con quanto accaduto all'Atlantide di Platone.

## Ipotesi scientifiche
Prima della teoria della deriva dei continenti, gli scienziati postulavano frequentemente teorie su continenti sommersi per spiegare l'esistenza di animali terrestri appartenenti a una medesima specie ma separati da barriere geografiche insormontabili.
Sebbene i lemuri viventi oggi si trovino solo in Madagascar e nelle isole vicine, la scoperta di famiglie di lemuri estinte dal Pakistan alla Malaysia ha ispirato il nome Lemuria, coniato nel 1864 dallo zoologo Philip Sclater nell'articolo The Mammals of Madagascar uscito sul The Quarterly Journal of Science. Confuso dalla presenza dei lemuri sia in Madagascar, sia in India e dalla loro assenza in Africa e nel Medioriente, Sclater propose che il Madagascar e l'India fossero state un tempo parte di un continente più grande, chiamato Lemuria proprio dal nome dei lemuri.
Poiché la teoria di Lemuria guadagnò una certa importanza, cominciò ad apparire nelle opere di altri scienziati quali Ernst Haeckel, un tassonomista tedesco che propose Lemuria come la spiegazione all'"anello mancante". I fossili di questo non si sarebbero potuti trovare perché sepolti in fondo al mare. La teoria di Lemuria cadde in disuso con l'avvento della teoria della tettonica delle placche.

## Le elaborazioni degli esoteristi

### Helena Blavatsky
Lemuria entrò nel lessico dell'occulto tramite le opere di Helena Blavatsky, fondatrice della Società Teosofica, che dichiarò intorno al 1880 che l'esistenza di questo continente, abitato da una razza di ermafroditi spiritualmente puri, le era stata rivelata dai Mahatma che le avrebbero permesso di visionare un testo pre-atlantideo, il Libro di Dzyan. Secondo l'interpretazione teosofica, gli ermafroditi di Lemuria corrispondevano a una delle sette Razze Radicali attraverso cui si muove ciclicamente l'evoluzione dell'umanità. Quella lemurica è una delle epoche dell’evoluzione umana che precedono quella successiva di Atlantide.

### Rudolf Steiner
Rudolf Steiner afferma che i Lemuriani avevano un corpo molle e particolarmente plasmabile, ciò significa che potevano modificare il proprio corpo, e che essi non avevano una memoria sviluppata e per questa ragione non avevano neanche un linguaggio. Inoltre essendo l’io ancora poco sviluppato e mobile il proprio atteggiamento interiore veniva subito manifestato. L’io e il corpo astrale si riunivano al corpo fisico e a quello eterico per breve parte del giorno determinando un approccio alla vita e una percezione totalmente diversi.
I Lemuriani oltre ad avere delle doti chiaroveggenti possedevano delle funzioni ancora unite, infatti la respirazione e il nutrimento erano congiunte in un unico organo che introduceva una sostanza liquida, lattiginosa. Gli organi dei sensi erano poco sviluppati e percepivano per lo più immagini. La percezione del caldo e del freddo era trasmessa dalla ghiandola pineale, oggi atrofizzata. Tali particolari caratteristiche umane derivano dal fatto che le prime incarnazioni dell’uomo risalgono a quest’epoca antica e pertanto l’uomo era ancora poco affine col mondo fisico, tanto da vivere molte più esperienze nel mondo spirituale. Gli spiriti della Personalità agirono sui Lemuriani incarnandosi in uomini, facendo loro da guida.
Il vero motore dell'evoluzione dall'epoca lemurica verso quella atlantidea fu la donna, in grado di acquisire elementi nuovi legati soprattutto alla memoria:
(Rudolf Steiner)
Steiner ci informa che l’epoca lemurica si concluse a causa di grandi catastrofi vulcaniche ma che un gruppo di umani si salvò dalla catastrofe.

## Lemuria e il Monte Shasta
Nel 1894 Frederick Spencer Oliver pubblicò, con lo pseudonimo di Phylos il Tibetano, il romanzo A Dweller on Two Planets, nel quale dichiarò che i sopravvissuti di un continente immerso chiamato Lemuria vivevano sopra o all'interno del Monte Shasta nel nord della California. I Lemuriani avrebbero vissuto in un complesso sistema di tunnel scavati nella montagna e, in alcuni casi, sarebbero stati avvistati fuori dalla loro montagna, mentre camminavano coi loro abiti bianchi.
Queste idee furono riprese da individui come Guy Warren Ballard, che negli anni trenta formò la I AM Foundation.

## Influenza nei media

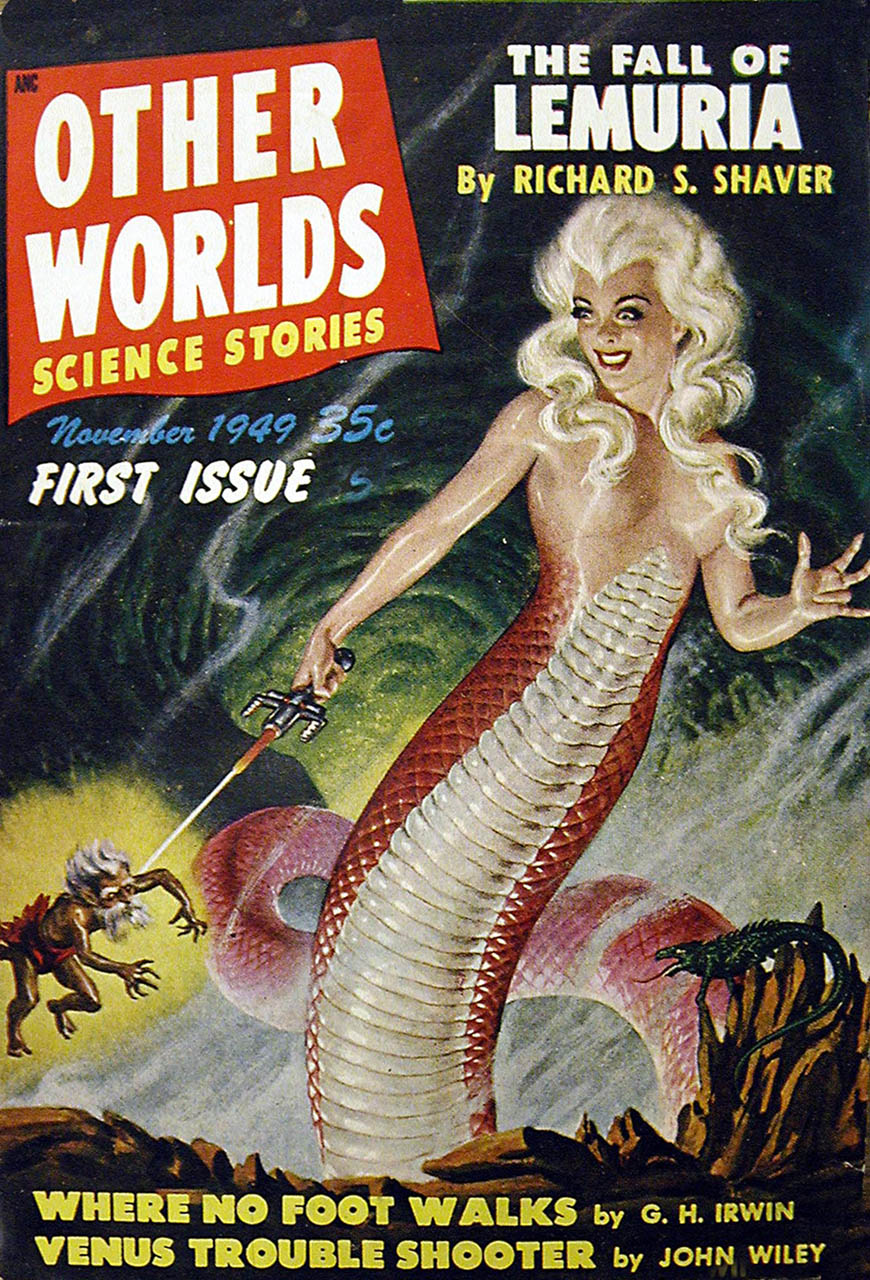
Copertina dedicata al racconto The Fall of Lemuria di Richard S. Shaver, nel primo numero della rivista Other Worlds, novembre 1949.

### Letteratura
Il nome di Lemuria compare in un buon numero di opere di narrativa fantastica tra la fine dell'Ottocento e la prima metà del Novecento, incluse alcune del filone del Mondo perduto. Ad esempio è citata, assieme ad Atlantide e Mu, nelle storie fantasy di Kull di Valusia di Robert E. Howard e nelle storie di Howard P. Lovecraft scritte negli anni venti-trenta.
Una ripresa più tarda è quella fatta da Richard S. Shaver in una serie di storie di fantascienza, presentate come vere, pubblicate dal 1945 al 1949 sulla rivista pulp Amazing Stories e in seguito sulla rivista Other Worlds, che fece il suo debutto nel 1949 con il racconto The Fall of Lemuria. In queste storie Shaver sosteneva l'idea di una Terra cava, presentando la storia di una razza superiore preistorica che sarebbe sopravvissuta nelle profondità della Terra. I discendenti di questa razza, noti come Dero, vivrebbero nelle caverne usando macchine fantastiche abbandonate da razze antiche per tormentare coloro che vivono in superficie. Shaver fu infine bandito dalla rivista Amazing Stories e non ammise mai che si trattasse di fiction.
Lemuria compare nel romanzo Vizio di forma (Inherent Vice, 2011) dell'autore americano Thomas Pynchon.

### Fumetti
Nell'universo Marvel, Lemuria è la città sommersa dei Devianti, creature umanoidi dal codice genetico instabile e in continuo cambiamento, tanto che ognuno di loro non appartiene alla stessa specie dell'altro. Parenti stretti dell'Homo sapiens sapiens e degli Eterni, con i quali sono in perenne competizione, essi furono creati insieme alle altre razze umane dai Celestiali, divinità cosmiche di enorme potere, i quali dopo secoli di assenza dal pianeta Terra, tornarono in seguito ad una rivolta dei Devianti; dopo aver decimato queste creature fecero sprofondare la loro città capitale nell'Oceano Pacifico.
Nella versione Ultimate Marvel, Lemuria è una città sotterranea scoperta dall'Uomo Talpa.
Wizards of Mickey V - Lemuria è un capitolo del 2011 della serie di fumetti Wizards of Mickey di Topolino.
Lemuria è il titolo di una serie olandese scritta da Sytse S. Algera e disegnata Apri Kusbiantoro, pubblicata in Italia dallo storico settimanale Skorpio (Editoriale Aurea).

### Televisione
- Alcuni riferimenti a Lemuria sono presenti nella serie animata Mighty Max, dove l'antagonista principale, il Cavaliere del Teschio Maledetto (Skullmaster), distrusse Atlantide e Lemuria e uno degli alleati di Max è l'ultimo lemuriano vivente.
- Lemuria è nominata anche in un episodio del molto più recente Zak Storm.
- Lemuria è presente anche nella serie animata Gli Abissi, in cui la famiglia Nekton ricerca la civiltà perduta.

### Videogiochi
Lemuria è presente nel videogioco Golden Sun: L'era perduta, il secondo titolo di una serie per Game Boy Advance. In questo capitolo è raffigurata come un'isola al centro dei mari, circondata da nebbie perenni. La sua popolazione risulta immortale perché su di essa il tempo si è fermato grazie all'acqua che sgorga da una fonte posta al centro dell'unica, antica città presente. I lemuriani vengono raffigurati come esseri magici e belli dalla pelle bianca ed i capelli azzurri.
Diversi riferimenti a Lemuria sono presenti anche nella visual novel Ever17: The out of infinity.
Lemuria è anche il mondo dove sono ambientati Crash Bandicoot e Child of Light.
Riferimenti a Lemuria e ai suoi abitanti sono presenti anche nell'otome game Love and Deepspace.

### Musica
Il gruppo symphonic metal svedese dei Therion ha pubblicato nel 2004 un album dal titolo Lemuria, all'interno del quale è compreso un brano dal medesimo titolo.

Giochi di carte/da tavolo
Nel gioco di carte collezionabili Yu-Gi-Oh! è presente una carta chiamata: "Lemuria, la città dimenticata", pubblicata nel set di espansione del 2012 "Risveglio degli Abissi".

## Altro
Il motto del Territorio britannico dell'Oceano Indiano, che si trova nella zona in cui era ipotizzata la presenza del continente scomparso, recita In tutela nostra Limuria ("Lemuria è sotto la nostra protezione").

### Testi critici
- Lyon Sprague De Camp, Il mito di Atlantide e dei continenti scomparsi (Lost Continents- The Atlantis Theme, 1954, 1970), Fanucci, 1980.